# Veretillum tenue
Veretillum tenue is een Pennatulaceasoort uit de familie van de Veretillidae. De wetenschappelijke naam van de soort is voor het eerst geldig gepubliceerd in 1889 door Marshall & Fowler.